# Форд, Альфред
Альфред Браш Форд (англ. Alfred Brush Ford, кришнаитское имя Амбари́ша Да́с(а), англ. Ambarish Das; род. 22 февраля 1950, Детройт, США) — американский бизнесмен и меценат, попечитель международного благотворительного фонда «Форд Моторс Компани», правнук основателя автомобильного концерна Ford Генри Форда. В 1975 году обратился в вайшнавизм, получив духовное посвящение от основателя Международного общества сознания Кришны (ИСККОН) Бхактиведанты Свами Прабхупады.

## Биография
Альфред Форд родился 22 февраля 1950 года в Детройте, Мичиган. Мать Альфреда, Джозефин Клэй Форд (1923—2005), была дочерью сына Генри Форда — Эдселя Форда. Отец Альфреда, Уолтер Форд (1920—1991), не состоял в кровном родстве с семьёй Форда. Старший брат Альфреда, Уолтер Форд III (род. 1943), одно время исполнял обязанности члена совета директоров компании Ford.
В 1968—1972 годы Форд учился в Тулейнском университете, где изучал историю искусств. Будучи студентом, Форд заинтересовался индуизмом. В 1974 году он прочёл книгу «Бхагавад-гита как она есть» — индуистский священный текст «Бхагавад-гиту» в переводе и с комментариями основателя Международного общества сознания Кришны (ИСККОН) Бхактиведанты Свами Прабхупады. Годом позже, Альфред присоединился к ИСККОН. Он стал монахом-брахмачари, принял духовное посвящение и санскритское имя «Амбариша Даса» от Бхактиведанты Свами Прабхупады и совершил вместе с ним паломничество в Индию.
В то же время он начал оказывать финансовую помощь ИСККОН, что продолжает делать и по сей день. В 1976 году он пожертвовал 500 тыс. долларов США на покупку особняка «Фишер-мэншен» в Детройте, а затем 2 млн долларов на его реставрацию и преобразование в Культурный центр Бхактиведанты, который был открыт в 1983 году. Альфред Форд также пожертвовал 600 тыс. долларов США на открытие первого храма ИСККОН на Гавайских островах, в городе Гонолулу. Альфред также сделал другие значительные пожертвования ИСККОН, например, оплатив в начале 1990-х годов значительную часть затрат на строительство Пушпа-самадхи Бхактиведанты Свами Прабхупады в Маяпуре — самого крупного индуистского самадхи в мире.
Альфред Форд является основателем ISKCON Foundation, и председателем и меценатом проекта строительства «Храма ведического планетария» в Маяпуре — который станет одним из самых крупных культовых сооружений в мире. Особой отличительной чертой будущего храма будет то, что в нём будет располагаться ведический планетарий, в котором разместится модель вселенной в том виде, в каком её описывают Пураны. На этот проект Форд пожертвовал из личных средств 18 млн долларов США.
Во время своего визита в Москву в октябре 2003 года Альфред Форд также выразил желание оказать финансовую поддержку строительству храма Кришны в Москве, которое, по разным оценкам, обойдётся в сумму от 15 до 50 млн долларов США.

## Личная жизнь
Женат на Шармиле Форд, имеет двух дочерей — Амриту и Анишу.

## Цитаты
Я встаю на рассвете и медитирую. А вместо того, чтобы всю ночь торчать в баре, ложусь спать рано. Не веду сексуальную жизнь вне брака, не употребляю наркотиков и алкоголя, не играю в азартные игры и ем только вегетарианскую пищу. Одним словом — живу в согласии с самим собой.
Я стал кришнаитом после того как осознал, что как капитализм, так и коммунизм не имеют никакого смысла.
Многие люди Запада что-то ищут, чтобы заполнить вакуум в своей жизни. Индия с её величайшей и богатейшей духовной культурой имеет уникальную возможность заполнить эту пустоту. Без знаний о вечной природе живого существа, его взаимоотношениях с этим временным миром и о его духовных связях с божественным Создателем плоды экономического развития всегда будут разочаровывать.
Согласно философии кришнаитов, всё в мире принадлежит Богу. Если ты что-то используешь, значит, берёшь взаймы у Бога. Если потом за это не платишь, ты уже преступник.
Великое наследие ведической культуры и благосостояние Америки могут вместе служить для укрепления мира и процветания. Я лично посвятил этому свою жизнь и средства.
О своём прадеде Генри Форде:
Человек деликатный, мой прадед никому и никогда не навязывал своих взглядов, но сам их твердо придерживался. Учение о переселении душ произвело на него очень большое впечатление. Его поразила картина вечного существования души, смена ею тел, сохранение опыта предыдущей жизни. Он также придерживался вегетарианства, таким образом готовя себя к следующей жизни. Своё изобретение конвейера он объяснял опытом, приобретенным в предыдущих рождениях. Он говорил: «Из жизни в жизнь вы приобретаете всё новые и новые навыки, перенося их с собой в очередное тело, и так достигаете комбинации совершенств».
О России:
Насколько мы знаем, у вас в России много проблем, но из них можно выпутаться, если внести в свою деятельность другое измерение, духовное. Я полностью разделяю оптимистические воззрения моего прадеда на будущее России — удивительной страны замечательных людей, к которым Генри Форд всегда испытывал большую симпатию.
О новых русских:
Мой великий прадед Генри Форд ясно сознавал, что своим успехом он был обязан Высшему Источнику, и поэтому богатство надо использовать во благо всем. Вот почему он проводил такое множество социальных программ. И это — совершенная философия бизнеса. «Новым русским» было бы неплохо поучиться этому, иначе плоды экономического развития окажутся горькими.
О строительстве храма Кришны в Москве:
Если Москва хочет быть столицей мирового уровня, она должна стать более открытой для других культур, в особенности для такой древней культуры как ведическая.

## Видео
- Does Ford Have a Better Idea? — документальный фильм об Альфреде Форде. (англ.)